# Udo Konradi
Udo Konradi (* 26. Dezember 1960 in Bayreuth) ist ein ehemaliger deutscher Fußballspieler.

## Karriere
Konradi entstammt dem Nachwuchs der SpVgg Bayreuth und rückte 1981 in den Zweitligakader auf. Er brachte es in dieser Saison nur auf einen Einsatz; Bayreuth stieg als Tabellenletzter ab.
In den folgenden Jahren wurde Konradi zum Stammspieler in der Bayreuther Abwehr und schaffte mit der Mannschaft 1985 den Wiederaufstieg zur 2. Bundesliga. 1986 erfolgte der sofortige Wiederabstieg; im folgenden Jahr kehrte Bayreuth als Meister der Bayernliga ein weiteres Mal in die Zweitklassigkeit zurück. Dort verblieb der Verein für drei Jahre. Udo Konradi war dabei zuletzt Mannschaftskapitän und absolvierte insgesamt 134 Spiele in der 2. Bundesliga.
Nach dem Abstieg 1990 spielte Udo Konradi weiter für die SpVgg Bayreuth. 1993 verließ er den Verein und schloss sich dem ASV Marktschorgast an.